# 힘내 엄마
《힘내 엄마》(중국어 간체자: 加油妈妈, 정체자: 加油媽媽, 병음: Jiā yóu mā mā 자유마마[*], 한자음: 가유마마, 영어: Refueling Mother 리푸어링 마더[*])는 2012년 방송되었던 중국의 드라마 이다

## 소개
- 2세대로 넘어가며 가족의 이야기를 감동적으로 그린 드라마

## 등장 인물
- 허쥔샹 : 샤핑안(夏平安) 역
- 장옥연 (張玉嬿): 샤페이페이(夏菲菲) 역
- 종봉암 (宗峰岩) : 야오쯔양(姚子扬) 역
- 장선 (张璇) : 리뤄위(李若愚) 역
- 마오린린 : 저우이천(周语晨) 역
- 이천주 (李天柱) : 야오하오첸(姚浩谦) 역
- 조원 (曹苑) : 저우위차오(周语乔) 역
- 부천교 (傅天骄) : 리다즈(李大智) 역
- 서귀앵 (徐貴櫻) : 왕중위(王仲瑜) 역
- 요탁군 (姚卓君) : 왕융(汪勇) 역